# C20H10N2
C20H10N2（摩尔质量：278.31 g/mol）可能指：
- 6,12-二氮杂蒽嵌蒽，CAS号：191-27-5
- 1-芘亚甲基丙二腈，CAS号：27287-82-7
- 三亚苯-2,3-二甲腈，CAS号：60387-50-0
- 2,8-䓛二甲腈，CAS号：50638-42-1

|  | 这个同类索引页列出了具有相同分子式的化学物（即同分異構體）条目。 除非您是有意链接至本页，否则应将相应条目的内部链接指向正确的条目。 |